# 오토 마이스너

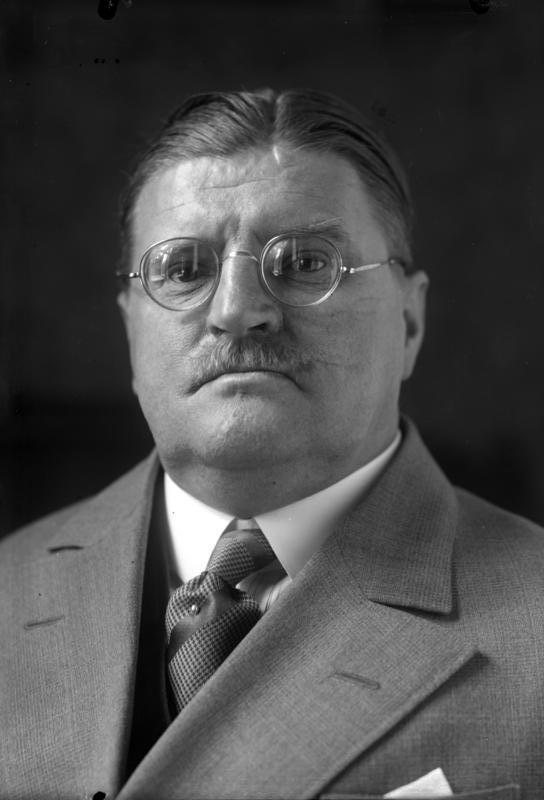
오토 마이스너

오토 르브레히트 에두아르 다니엘 마이스너(독일어: Otto Lebrecht Eduard Daniel Meißner, 1880년 3월 13일 ~ 1953년 5월 27일)는 독일의 정치인이다. 바이마르 공화국의 프리드리히 에베르트, 파울 폰 힌덴부르크, 나치 독일의 아돌프 히틀러 밑에서 비서실장으로 일했으며, 히틀러와 협력해 나치 정권 수립에 한 역할을 하였다.

## 같이 보기
- 바이마르 공화국
- 히틀러 내각